# Дигомская битва
Битва у Ширимни — битва являлась частью кампании, начатой царем Картли Симоном I, направленной на освобождение столицы Тбилиси от персов в 1567 году.

## Предыстория
В 1490 году, после длительного периода хаоса и упадка, Грузинское царство распалось на три независимых царства: Картли, Кахетию, и Имеретию. Кроме того, на границах грузинского государства появились два грозных противника Сефевидская Персия и Османская империя. Вскоре турки завоевали всю Западную Грузию, в то время, как Картли и Кахети вошли в сферу влияния Сефевидов. Это было закреплено миром в Амасье в 1555 году. Грузинские цари должны были бороться в одиночку против мусульманских завоевателей. В Тбилиси был поставлен постоянный персидский гарнизон.
В 1556 году король Луарсаб I одержал победу при Гариси, но погиб в битве, оставив трон своему сыну Симону I, последнему, как и его отцу, пришлось бороться за трон со своим двоюродным братом Дауд-ханом.

## Битва
Участвовавший в сражении при Гариси Симон I Великий был воодушевлен этой победой и решил продолжить путь к Тбилиси, столице королевства, занятой Дауд-ханом.
В 1567 году войска Симона I продвигались по берегу Куры, в долине Дигоми, деревне недалеко от Тбилиси. Неожиданно персидские войска под командованием Дауд-хана организовали вылазку против грузинских войск, с целью предотвратить (или задержать) их продвижение на Тбилиси, но Симону I, во главе своих войск, удалось разгромить противника, потеряв при этом 2000 воинов. Дауд-хан отступил и заперся за городскими стенами Тбилиси, в то время как грузинское войско продолжили освобождать Грузию от персидских войск.

## Последствия
Вследствие больших потерь в битве, а также в связи с возросшей активностью Дауд-хана, грузинские войска не смогли продолжить осаду Тбилиси. Это поражение, однако, было частично компенсировано новой победой при Самадло (Samadlo) в 1568 году. Пленение в 1569 году Симона I персидскими войсками временно остановило освободительное движение Картли, оставив за Дауд-ханом и Кызылбашами значительную часть царства.